# Marguerite Dardant
Marguerite Dardant (ou Marguerite Montré, dite Margot, née le 15 novembre 1908 à Folles et morte le 31 décembre 1955 dans le 12e arrondissement de Paris) est une militante communiste et une résistante. Elle a été déportée à Ravensbrück et Mauthausen.

## Biographie
Marguerite Dardant est née le 15 novembre 1908 dans une famille athée de gauche. Elle est l'aînée de quatre enfants. Son père, Jules Dardant, est un agriculteur, membre du Parti socialiste, syndicaliste et coopérateur paysan et sa mère, Amélie Chazaud, est couturière. Ils sont mariés civilement et ne font pas baptiser leurs enfants. Son oncle, Henri Dardant, est un militant communiste, comme son frère Félix (-1939). Sa sœur Mathilde (1911-1942) est une agente de liaison du Parti communiste durant la Seconde Guerre mondiale.
Elle obtient son certificat d'études primaires à douze ans, poursuit sa scolarité pendant un an, puis doit l'interrompre pour aider ses parents à élever les cadets, la famille étant assez pauvre. Elle travaille dans la ferme familiale et dans d'autres fermes du village jusqu'à son mariage, le 12 mars 1931 avec Marc Montré (1903-1935), le fils d'un paysan voisin, militant actif de la Confédération générale du travail unitaire (CGTU) des cheminots en Tunisie. Le couple vit à Sousse où Marguerite travaille occasionnellement comme couturière. Marc Montré subit des brimades au travail, en raison de sa proximité avec les Tunisiens et de ses opinions politiques. Alors qu'il est atteint d'une otite en septembre 1934, le médecin de la compagnie refuse de le reconnaître malade. Il est hospitalisé deux mois plus tard, opéré à deux reprises. Il meurt le 14 janvier 1935. Marguerite Montré, veuve à 26 ans et révoltée, rentre en France avec le corps de son mari.
Elle arrive le 1er mai 1935 à Paris où elle fait des ménages et prend des cours de sténodactylographie et de français à l’école Pigier. Elle travaille ensuite comme secrétaire au Syndicat des travailleurs municipaux de la Ville de Paris. Elle adhère au Parti communiste le 1er janvier 1936 et devient employée communale aux œuvres sociales de Limeil-Brévannes. En novembre 1937, elle s'inscrit à des cours de droit et d'administration municipale à la faculté de droit de Paris, ce qui lui permet d'être engagée à la Compagnie maritime France-Navigation comme secrétaire particulière de Georges Gosnat qui en est le secrétaire général. Créée à l'initiative de l'ambassadeur d'Espagne en France Luis Araquistáin, la compagnie doit ravitailler en armes soviétiques les républicains espagnols lors de la guerre d'Espagne.  Marguerite Montré est vite intégrée à l'appareil secret du Parti communiste et à l'Internationale communiste. Début 1938, elle suit les formations radio à Moscou sous la direction d'Helena Dimitrova. En septembre 1939, elle est chargée par Giulio Ceretti de récupérer clandestinement 28 000 actions au porteur dans les coffres de France Navigation, qui seront ensuite remises à l'ambassade soviétique à Bruxelles,. Elle assure ensuite des liaisons au sein du parti désormais clandestin.
Le 12 juin 1940, elle quitte Paris avec Benoît Frachon et sa sœur Mathilde pour rejoindre la ferme des parents Dardant.  Il charge Marguerite Dardant d'une mission auprès de l'ambassade de l'URSS pour établir un contact avec l’Internationale communiste.
Le 2 août 1940, Marguerite et Mathilde Dardant, Benoît Frachon et Mounette Dutilleul rejoignent Paris, rappelés par Jacques Duclos. Arthur Dallidet intègre les sœurs Dardant à l’appareil de direction formé autour de Jacques Duclos et Benoît Frachon.
Jacques Duclos indique, dans ses Mémoires que Marguerite Dardant « avait été (son) agent de liaison en 1940 et 1941 ». En 1941, elle assure le contact entre Lise London et ses camarades étrangers affectés au Travail allemand. 
On suppose qu'elle devient la « chiffreuse » de la direction du PCF après la mise à l’écart de Maurice Tréand et de sa collaboratrice Angèle Salleyrette qui assumait cette tâche auparavant. 
Marguerite Montré est arrêtée par trois officiers des services spéciaux allemands le 19 novembre 1941 chez le tailleur Campana, rue de Rennes, qui l’a dénoncée après avoir découvert dans la poche d’un manteau, qu’elle lui avait confié en réparation, un papier sur lequel figuraient des indications radio.
Elle est d’abord emprisonnée à la prison de la Santé, puis à celle de Fresnes. Le 18 mai 1942, elle est transférée en Allemagne où elle est incarcérée dans différentes prisons, dont celles de Lübeck, Cologne, Magdebourg et Breslau, avant d'être déportée dans le camp de Ravensbrück, puis dans celui de Mauthausen d’où elle est libérée le 28 avril 1945 et rapatriée à Annecy le 20 avril,. Le 5 mai 1945, elle prononce une allocution à Limoges, témoignant de la déportation, intitulée 2 camps, 31 prisons. 
Avec sa famille, elle fait de nombreuses démarches pour retrouver sa sœur Mathilde Dardant, disparue depuis novembre 1942. Mathilde est finalement déclarée judiciairement décédée le 13 mars 1947. Marcel Servin remet cependant un rapport à Maurice Thorez le 28 septembre 1949 dans lequel il pointe la responsabilité du groupe Valmy. De fait, il est désormais établi que Mathilde Dardant a été exécutée le 6 octobre 1942, par Marius Bourbon, sur ordre de Raymond Dallidet pour des raisons mal élucidées,. 
Après la guerre, Marguerite Montré travaille à l’Union des femmes françaises de Limoges tout en effectuant de fréquents séjours à Paris. 
Mais elle ne se remettra jamais des épreuves subies pendant ses trois années de déportation.
Elle meurt le 31 décembre 1955 à son domicile parisien.
Marguerite Dardant, à l'instar d'autres femmes comme Mounette Dutilleul, Marie-Claude Vaillant-Couturier et de plusieurs autres, est une figure emblématique de ces jeunes femmes sélectionnées par le Parti communiste français et formées par l’Internationale communiste pour constituer un « appareil spécial capable de fonctionner en cas de mobilisation générale » et de déjouer la police, les femmes étant moins facilement suspectées d'activités politiques.

## Publication
- Marguerite Montré-Dardant, 2 camps, 31 prisons, texte de l'allocution prononcée à Limoges le 5 mai 1945, Paris, Femmes nouvelles, 1945, 36 p. Lire en ligne